# Turutîne, Konotop
Turutîne (în ucraineană Турутине) este un sat în comuna Mîhailo-Hannivka din raionul Konotop, regiunea Sumî, Ucraina.

## Demografie
Componența lingvistică a localității Turutîne
     Ucraineană (98,84%)
     Rusă (1,16%)
Conform recensământului din 2001, majoritatea populației localității Turutîne era vorbitoare de ucraineană (98,84%), existând în minoritate și vorbitori de rusă (1,16%).